# Kabinett Vogel III (Thüringen)
Das Kabinett Vogel III war die Thüringer Landesregierung im Zeitraum 1999 bis 2003. Bei der Wahl zum 3. Landtag des Freistaates Thüringen am 12. September 1999 erhielt die CDU von Ministerpräsident Bernhard Vogel erstmals die absolute Mehrheit der Stimmen (51,0 Prozent) und bildete aufgrund dieses Ergebnisses eine Alleinregierung. Der bisherige Koalitionspartner SPD erlitt starke Stimmenverluste (minus 11,1 Prozentpunkte) und musste die Rolle der zweitstärksten Kraft im Landesparlament an die PDS abgeben. 
In der konstituierenden Sitzung des 3. Landtags am 1. Oktober 1999 wurde Bernhard Vogel zum dritten Mal zum Thüringer Ministerpräsidenten gewählt. Er bildete anschließend seine Landesregierung, welche sich auf 49 Landtagsmandate der CDU-Fraktion gegenüber 39 Mandaten der Oppositionsparteien PDS und SPD stützte. Am 5. Juni 2003 erklärte Bernhard Vogel seinen Rücktritt aus Altersgründen und übergab sein Amt an den CDU-Landesvorsitzenden und früheren Kultusminister Dieter Althaus.
Zum Zeitpunkt seines Ausscheidens aus dem Amt des Ministerpräsidenten hatte Vogel gleich zwei „Rekorde“ aufgestellt: Er war als einziger Politiker Regierungschef in zwei Ländern (Rheinland-Pfalz, 1976–1988; Thüringen, 1992–2003) und er amtierte mit insgesamt 23 Jahren am längsten an der Spitze deutscher Landesregierungen. 
| Amt                                                                       | Name                                                                                 | Partei | Partei |
| ------------------------------------------------------------------------- | ------------------------------------------------------------------------------------ | ------ | ------ |
| Ministerpräsident                                                         | Bernhard Vogel                                                                       |        | CDU    |
| Stellvertreter des Ministerpräsidenten                                    | Andreas Trautvetter                                                                  |        | CDU    |
| Minister für Bundes- und Europaangelegenheiten und Chef der Staatskanzlei | Jürgen Gnauck                                                                        |        | CDU    |
| Innenminister                                                             | Christian Köckert (bis 21. November 2002) Andreas Trautvetter (ab 21. November 2002) |        | CDU    |
| Kultusminister                                                            | Michael Krapp                                                                        |        | CDU    |
| Justizminister                                                            | Andreas Birkmann (bis 11. Oktober 2002) Karl Heinz Gasser (ab 11. Oktober 2002)      |        | CDU    |
| Finanzminister(in)                                                        | Andreas Trautvetter (bis 21. November 2002) Birgit Diezel (ab 21. November 2002)     |        | CDU    |
| Minister für Wirtschaft, Arbeit und Infrastruktur                         | Franz Schuster                                                                       |        | CDU    |
| Minister für Soziales, Familie und Gesundheit                             | Frank-Michael Pietzsch                                                               |        | CDU    |
| Minister für Landwirtschaft, Naturschutz und Umwelt                       | Volker Sklenar                                                                       |        | CDU    |
| Ministerin für Wissenschaft, Forschung und Kunst                          | Dagmar Schipanski                                                                    |        | CDU 1  |